# Aeroportul Sei Bati
Aeroportul Sei Bati (IATA: TJB, ICAO: WIBT) este un aeroport din Tanjung Balai Karimun⁠(d), Karimun⁠(d), Kepulauan Riau⁠(d), Indonezia ce deservește zona Tanjung Balai Karimun⁠(d).
Situat la o altitudine de 6 m, aeroportul dispune de o singură pistă.